# Francisco Martín Pinzón
Francisco Martín Pinzón (Palos de la Frontera, Huelva, c. 1445 - c. 1502) fue navegante y explorador español, codescubridor de América.
Es sin duda el menos recordado de los tres hermanos Pinzón codescubridores de América con Cristóbal Colón. Nació en Palos alrededor de 1445. Era, pues, el segundo de los hermanos por nacimiento, tras Martín Alonso, y fue efectivamente “segundón”, no solo respecto al primogénito, sino también en relación con el más pequeño Vicente Yáñez, mucho más emprendedor. De ahí que siempre se le olvide.
Un olvido injusto porque fue siempre un ejemplar colaborador de sus hermanos y, en algunos casos, su participación fue decisiva en varios viajes.

## Participación en el viaje descubridor
Fue maestre, o sea, segundo de a bordo, en la carabela Pinta cuando desde ésta se descubrió América. Posiblemente no participó en el préstamo que los Pinzón hicieron a Colón para fletar estas naves –por un total de medio millón de maravedís-, ya que económicamente nunca estuvo tan bien como sus hermanos. Pero era un marino experto y leal, que contribuyó con su esfuerzo y conocimiento al éxito final de la empresa: el hallazgo de la ruta hacia el continente americano.
El 21 de noviembre de 1492 se apartó con la Pinta, junto a su hermano y capitán Martín Alonso, de las otras dos naves. Esto hizo que al regreso de la expedición el Almirante Cristóbal Colón le tuviese entre las personas no gratas. Por eso, cuando muere Martín Alonso, pasa a ocupar su sempiterno rol de “segundón” con Vicente Yáñez.

## Otras expediciones
Con su hermano pequeño hizo varios viajes a Italia y África en servicio de la Corona. En noviembre de 1493 protagonizó un asalto en la costa de Argel, junto a Juan de Sevilla, Rodrigo de Quexo y Fernando Quintero. En 1496 llevó dineros y bastimentos a las tropas españolas que combatían en Nápoles. Los Pinzón parecían haberse olvidado de América.
Sin embargo, en 1498 participó en el tercer viaje de Colón, en el que el Almirante llegó por primera vez al continente. ¿Qué había cambiado para que un Pinzón, olvidando viejas rencillas, se enrolara en tal viaje? Muy probablemente debió ser la decisión que la Corona tomó en 1498 de acabar con el monopolio descubridor de Colón y permitir que otros marinos fueran a descubrir. Seguramente, ya entonces Vicente Yáñez Pinzón pensó en ir a descubrir por cuenta propia, para lo cual necesitaría información de primera mano sobre las navegaciones del Almirante.
Esta información, por haber participado en el tercer viaje colombino, fue la importantísima aportación de Francisco Martín Pinzón al viaje de Vicente en 1499, cuando ambos, al mando de una escuadra de cuatro naves, descubrieron el Brasil y el río Amazonas. El viaje descubridor más importante desde el punto de vista geográfico de su época. Sin embargo, fue un fracaso económico, máxime cuando posteriormente se demostró que las tierras brasileñas halladas correspondían, por el reparto que habían acordado Portugal y Castilla en el Tratado de Tordesillas, al vecino reino lusitano.

## Últimos datos y muerte
Rodrigo Álvarez, su compañero de muchas expediciones, cuando declaró en 1514 a causa de los Pleitos colombinos, dijo que Francisco Martín Pinzón ya “era difunto”. Según su testimonio, en 1502 Francisco volvió a embarcar con el Almirante Colón en su cuarto y definitivo viaje, al cual Rodrigo no pudo ir por quedarse enfermo en Cabo Verde, y fue en esta expedición en la que el mediano de los Pinzón murió ahogado.
Su historia personal y familiar es confusa, ya que tuvo varios parientes que llevaban su mismo nombre, por lo que los investigadores suelen confundirse entre ellos. Sin embargo, esta ambigüedad le permite ser el favorito de los genealogistas, ya que cuando buscan entroncar algún heredero con tan ilustres marinos, nada más fácil que encontrar alguno de los varios Francisco Martín Pinzón que en esta tierra fueron. No obstante, muy probablemente estuvo casado con Juana Martín y tuvo al menos una hija, que encontramos en la documentación como “huérfana y pobre”.